# أدلبرت كروجر
أدلبرت كروجر (بالألمانية: Karl Nikolaus Adalbert Krueger) (و. 1832 – 1896 م) هو عالم فلك، وأستاذ جامعي من ألمانيا . وكان عضواً في الأكاديمية البروسية للعلوم .
توفي في كيل، عن عمر يناهز 64 عاماً.

## مناصب وهيئات
أدار جامعة بون، وجامعة كيل.